# 美濃市立洲原中学校
美濃市立洲原中学校（みのしりつ　すはらちゅうがっこう）は、かつて岐阜県美濃市に存在した公立中学校。

## 概要
- 旧・武儀郡洲原村の中学校であった。1960年、美濃第一中学校[注釈 1]に統合され廃校。

## 沿革
- 1947年（昭和22年）4月 - 武儀郡洲原村に洲原村立洲原中学校として開校。洲原小学校の校舎を使用。
- 1954年（昭和29年）4月1日 - 美濃町、洲原村、下牧村、上牧村、大矢田村、藍見村、中有知村が合併し、美濃市が発足。同時に美濃市立洲原中学校に改称する。
- 1960年（昭和35年） - 美濃第一中学校に統合され廃校。